# Telub
Telub var ett svenskt försvarsindustriföretag inriktat mot tele- och elektronikområdet. Företaget grundades 1963 i Växjö som AB Teleunderhåll, och ägdes till 51 % av svenska staten via Försvarets Fabriksverk (FFV) och till 49 % av privat industri. Namnet ändrades 1969 till Telub AB, och 1977 blev företaget helstatligt.
År 1981 figurerade företaget i Telubaffären.
Under perioden 1986-1990 skedde flera ändringar i företagsstrukturen och byten av dotterbolagsnamn på Telub- och FFV-företag. År 1991 uppgick Telub i Celsius Industrier AB.